# Pustec község
Pustec község (albán Bashkia e Pustecit, macedón Општина Пустец / Opstina Pusztec) Albánia hatvanegy, Korça megye hat községének egyike az ország délkeleti részén, a Thatë-hegység és a Preszpa-tó által közrezárt Preszpa-medencében, a tó délnyugati partján. A 199 km²-es területű közigazgatási egység lakossága a 2011-es népszámlálás alapján 3290 fő. Székhelye Pustec falu, további települései Cerje, Diellas, Gollomboç, Gorica e Madhë, Gorica e Vogël, Kallamas, Lajthiza és Zaroshka. Az ország egyetlen olyan községe, amely egyetlen beosztott alközséggel rendelkezik, így Pustec község és Pustec alközség területei egymásnak megfeleltethetőek.
A már a neolitikumban is lakott vidék az ókorban a dasszaréták szállásterületéhez tartozott. A 9. századtól a Bolgár Birodalom terjesztette ki fennhatóságát a területre, a 10–11. század fordulóján Sámuel cár a Preszpa-tó közeli szigetén alakította ki székhelyét. A 11. századtól bizánci, a 15. századtól oszmán terület volt, amely Albánia 1912-es függetlenné válását követően csak a nagyhatalmak 1925-ös döntése értelmében került végleg Albániához. A 21. századig infrastrukturálisan elmaradott körzetnek számított, többségükban macedón lakói főként mezőgazdasággal és halászattal foglalkoztak. A 2000-es években a tópart mentén kiépített SH79-es főút megteremtette Pustec fejlődésének, idegenforgalmi fellendülésének lehetőségét. 2013-ban a macedónok jogait elismerve Pustec és települései visszanyerték macedón nevüket, 2015-ben pedig Pustec Korça megye hat községének egyike lett. A Preszpa-tó és a Thatë-hegység természeti szépségei mellett művészettörténeti értékekben is gazdag vidék, a község falvaiban és a tó Maligrad szigetén több középkori, bizánci stílusú templom található.

## Fekvése és földrajza
A község a hármas albán–görög–macedón határon fekvő Preszpa-tó délnyugati partvidékén terül el. Északról Macedónia, keletről a Preszpa-tó, délkeletről Görögország, délről Devoll, délnyugatról Maliq, nyugatról pedig Pogradec község határolja.
Földrajzi szempontból a tektonikus eredetű Preszpa-medence (Gropa e Prespës) nyugati peremvidékén fekszik. Nyugatról az észak–déli irányú, kréta kori Thatë-hegység választja el az Ohridi-tó déli előterét képező Buçimasi-síktól. A Thatë vonulatainak nagyobb része – így a hegység legmagasabb pontja, a 2287 méteres Pus-fennsík (Pllaja e Pusit, ’Kút-fennsík’) is – Pogradec község területére esnek, Pustecban a tópartot kísérő hegységperem alacsonyabb csúcsai találhatóak: a Zonja-hegy (Maja e Zonjës, ’Gazdasszony-hegy’, 2053 m), a Stan-hegy (Maja e Stanit, ’Esztena-hegy’, 1912 m) és a Mez-hegy (Maja e Mezit, 1863 m). A község délkeleti határán már az Ivan-hegység (Mal i Ivanit) északi vonulatai magasodnak: a községhatáron emelkedik az Ivan-hegy (Maja e Ivanit, 1768 m), a tó déli partján pedig a Kallogjer-hegy (Maja e Kallogjerit, ’Szerzetes-hegy’, 1481 m). A Thatë- és az Ivan-hegység között húzódó, kb. 1100 méteres tengerszint feletti magasságú Zvezdai-hágó biztosítja Pustec összeköttetését a délnyugati irányban elterülő Korçai-medencével. A Thatë-hegységgel párhuzamosan egy tektonikus árkos süllyedék határozza meg a tájképet, amelyet keletről a Preszpa-tó partvidékén magasodó hegykúpok szegélyeznek, délről észak felé haladva: a Gapshe-hegy (Maja Gapshe, 934 m), a Gollnik-hegy (Maja e Gollnikut, 1056 m), a Mandrevat-hegy (Maja Mandrevat, 1166 m), a Vjervot-hegy (Maja e Vjervotit, 1101 m), a Shqiponja-hegy (Maja e Shqiponjave, ’Sasok hegye’, 1085 m), a Bitjanik-hegy (Maja e Bitjanikut, 1203 m), a Jamjeta-hegy (Maja e Jamjetës, 1138 m) és végül az albán–macedón határnál emelkedő Grabot-hegy (Maja e Grabotit, 1163 m). A hegyek szegélyezte Preszpa-tó – vagy a Kis-Preszpa-tótól való megkülönböztetésül gyakran Nagy-Preszpa-tó – víztükre 853 méteres tengerszint feletti magasságban található, legnagyobb mélysége 55 méter, de az albán oldalon ennél sekélyebb, itt legmélyebb pontja 34 méter. A tómederben sok a zátony, ezért csak alacsony merülésű, kisebb vízi járművekkel hajózható. Partvonala meglehetősen tagolt: egy-egy keskeny öböl nyomul mélyen a szárazföldbe Pustecnál (kb. 40 km²), illetve Gorica e Vogëlnál (8 km²), Kallamasnál pedig a harmadában macedón területen fekvő, kb. 30 km²-es Grabot–Jamjeta-félsziget nyúlik 6 kilométernyi mélyen a tó vizébe. A Preszpa-tó albán oldalának egyetlen szigete a pusteci öbölben, a településtől 2 kilométernyire fekvő, 5 hektáros Maligrad (macedón ’kis város’), amelynek sziklatömbje 35 méterrel magasodik a vízfelszín fölé. A tó vize Gorica e Vogël karsztos formákban bővelkedő partvidékénél bukik alá, és a Thatë-hegység föld alatti búvópatakjai csapolják le a 15-20 kilométerre fekvő Ohridi-tóba.
A község települései – Cerje kivételével – a tóparton vagy a tóparttal párhuzamos árkos süllyedékben helyezkednek el. Ugyanitt halad el a Zvezdai-hágótól kiinduló és a község északi pontján, a gorica–sztenjei határátkelőnél véget érő SH79-es főút. Pustecet napi egy buszjárat köti össze Korçával.

## Közigazgatása
Pustec község az albániai macedón kisebbség egyik kiemelt jelentőségű területe. 2013-ban nyerte vissza hivatalosan is macedón nyelvű megnevezését a korábbi Liqenas (a ’tó’ jelentésű albán liqen szóból) helyett. A 2015-ben életbe lépett közigazgatási reform alkalmával leválasztották a korábbi Korça kerületről, és Korça megye hat községének egyike lett. Az egyetlen albániai község, amely nem oszlik további alközségekre, hivatalosan Pustec községet csupán a vele megegyező területű Pustec alközség alkotja. A község székhelye Pustec, amelyen kívül még nyolc település található a területén; ezeket az alábbi táblázat sorolja fel.
| Pustec község települései   | Pustec község települései   |
| Albán név                   | Macedón név / Magyar átírás |
| --------------------------- | --------------------------- |
| Cerje                       | Церје / Cerje               |
| Diellas (néha Shulin)       | Шулин / Sulin               |
| Gollomboç                   | Глобочани / Globocsani      |
| Gorica e Madhë              | Горна Горица / Gorna Gorica |
| Gorica e Vogël              | Долна Горица / Dolna Gorica |
| Kallamas (néha Bezimisht)   | Туминец / Tuminec           |
| Lajthiza                    | Леска / Leszka              |
| Pustec (2013 előtt Liqenas) | Пустец / Pusztec            |
| Zaroshka                    | Зрновско / Zrnovszko        |

## Története

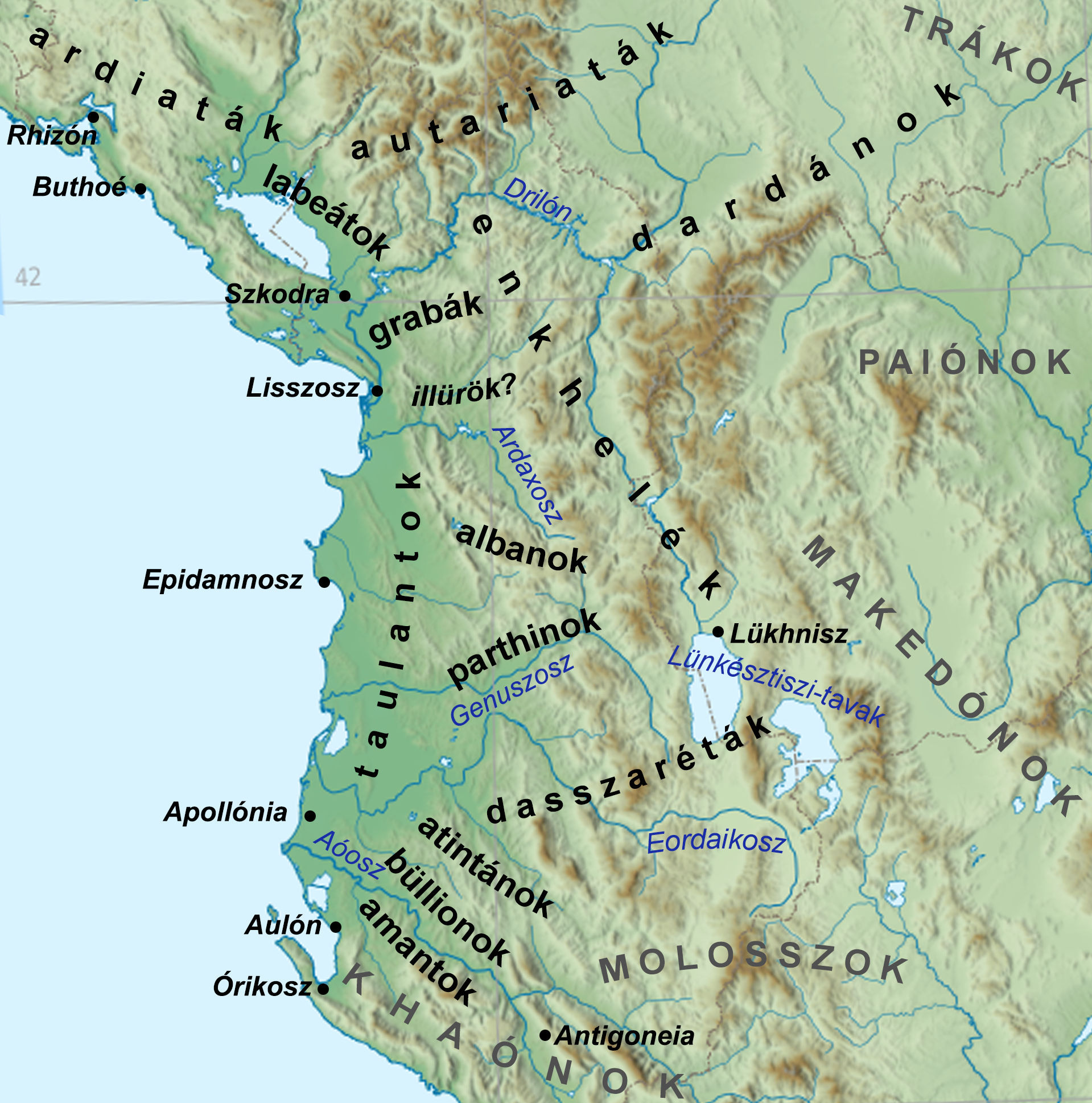
A jelentősebb délillír törzsek hozzávetőleges szállásterülete és szomszédaik az században

Az őskorban a Preszpa-tó a mainál jóval nagyobb területet foglalt el, a Kis-Preszpa-tóval egybefüggő vízfelületet alkotott. Az 1990-es években Kallamas határában egy újkőkori település maradványait tárták fel, az ásatások során előbukkant kőeszközök (halász- és halfeldolgozó szerszámok) alapján a korabeli népesség fő foglalkozása a halászat volt. Az ókorban a mai Ohridi- és Preszpa-tavakat együttesen Lünkésztiszi-tavak néven ismerte a görög világ, amelyek nyugati előtere az illír dasszaréták szállásterületéhez tartozott. Egyes feltevések szerint az első ismert illír király, Bardülisz uralma alatt állt a terület. A 860-as években I. Borisz bolgár kán foglalta el, és bolgár alattvalókat telepített le a Preszpa-tó vidékén. 987–988 körül Sámuel bolgár cár a Preszpa-tó (az azóta a fő tóról leszakadt Kis-Preszpa) Szent Akhilleiosz-szigetén felépíttette rezidenciáját és egy 44 méteres tengelyhosszúságú székesegyházat, de II. Baszileiosz bizánci császárral folytatott háborúi miatt székhelyét hamarosan a jobban védhető Ohridba tette át. A 11. századtól, bizánci fennhatóság alatt közigazgatásilag a Dürrakhioni théméhez, egyházszervezeti szempontból pedig az ohridi püspökség alá tartozott.
Pustec vidéke az ezt követő évszázadok történelmében nem játszott fontos szerepet. Az 1877–1878-as orosz–török háborút lezáró San Stefanó-i béke más kelet-albániai területekkel együtt Bulgáriának ítélte a Preszpa-tó nyugati partvidékét, de ez a területi változás a berlini kongresszus döntése értelmében végül nem lépett életbe. Albánia függetlenné válását követően a határkérdést rendező 1913-as firenzei egyezményt Görögország nem fogadta el, és megszállták a területet. A nemzetközi határbizottság végül 1925. január 27-ei végső döntésében akként rendelkezett, hogy a Preszpa-tó nyugati partján fekvő tizennégy település – nagyjából a mai Pustec község és Qendër Bilisht alközség területén – Albániához tartozzanak.
A határ menti, elzárt és nehezen megközelíthető vidék a 20. században az ország infrastrukturálisan legfejletlenebb körzetei közé tartozott, közrejátszott ebben az is, hogy falvait macedón anyanyelvű többség lakta. Bár a kommunista hatóságok engedélyezték a macedón tanítási nyelvű iskolák működését, a fejlesztések elkerülték Pustecet. Lakói mezőgazdasággal és halászattal foglalkoztak, emellett üzemelt itt néhány kisebb halfeldolgozó üzem is.

## Nevezetességei

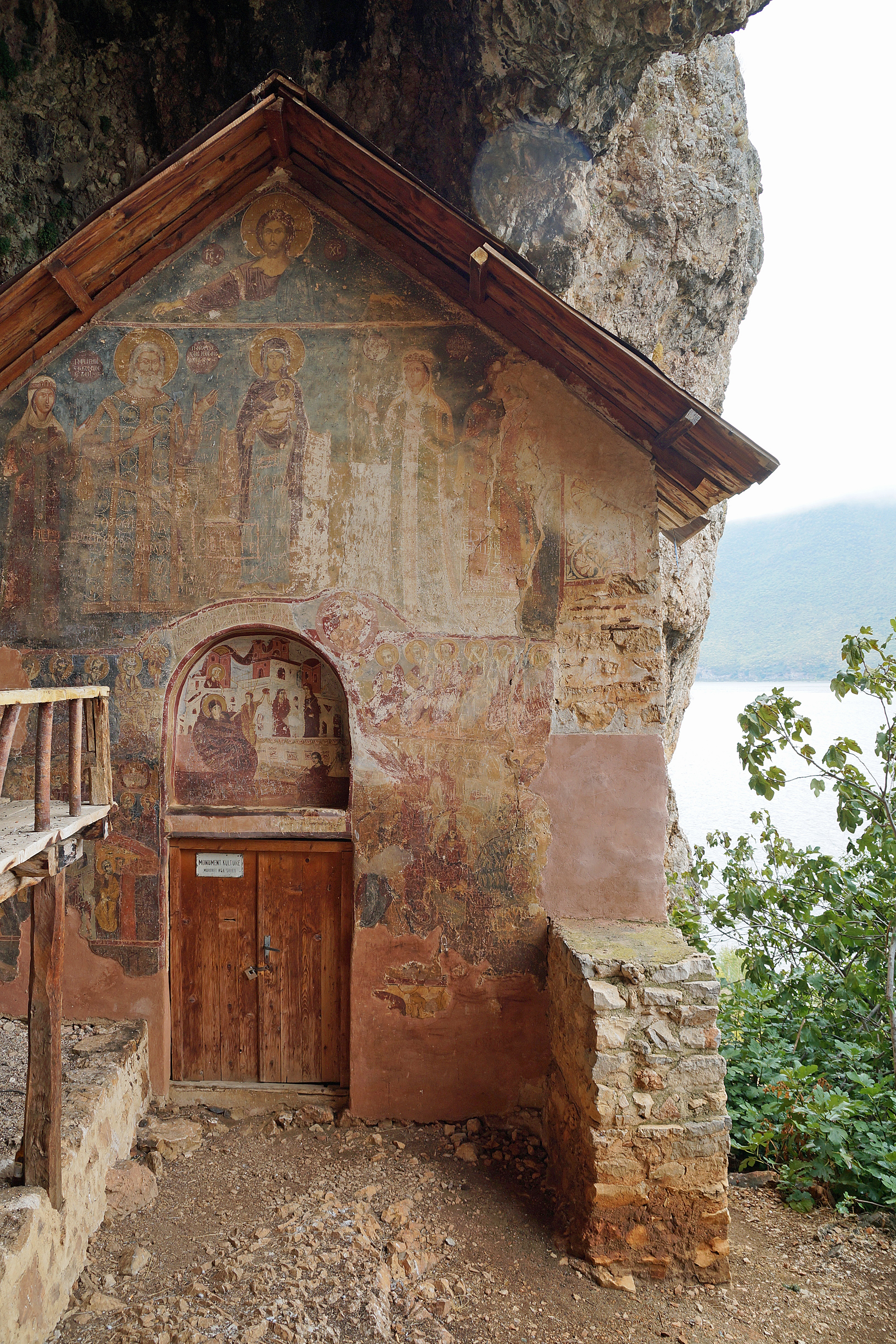
A Szűz Mária-templom Maligrad szigetén

A határ menti, macedónok lakta vidék egészen az ezredfordulóig fejletlen volt, de a 2000-es években megépült az SH79-es főút, majd főként német segítséggel megindultak a turisztikai fejlesztések. Kisebb szálláshelyek működnek több faluban, a község turisztikai központjának a tó délnyugati partján található Zaroshka számít.
Pustec legfontosabb nevezetessége maga a Preszpa-tó. Bár fürdésre alkalmas hely nem található a tó albán oldalán, a part iszapos, vizében vízinövények burjánzanak, elsősorban természeti értékeiért látogatnak ide a turisták. A tóparton kirándulóösvények, az itt fészkelő borzas gödény (Pelecanus crispus) és kis kárókatona (Phalacrocorax pygmeus) megfigyelésére alkalmas madárvárták találhatóak. A település a Preszpai Nemzeti Park területén fekszik.
A tóparton emellett számos, elsősorban bizánci stílusú templom és remetelak található. Ezek közül kiemelkedik Maligrad szigetének 14. századi Szűz Mária-temploma (Kisha e Shën Marisë). A szigetet alkotó szikla oldalában felépült templomot belül és kívül egyaránt korabeli freskók díszítik, amelyek az albán állampárt 1967-es ateista pusztításaitól is megmenekültek. A szigeten emellett egy másik templom romja is, valamint a Szűz Mária-barlang néven ismert remetelak is megtekinthető. További műemlékvédelem alatt álló szakrális emlékek Gorica e Madhë ókeresztény bazilikájának romjai, a gollomboçi Szűz Mária-templom, a kallamasi Szent Demeter-templom (Kisha e Shën Mitrit) és Szűz Mária-barlang (Shpella e Shën Mërisë) remetelakja, valamint a Zaroshka határában található kis sziklatemplom. Diellas, Gollomboç és Gorica e Madhë falvakban megmaradt néhány toronyszerű népi lakóház.

### Nevezetes pusteciak
- Gollomboç szülötte Sterjo Spasse(wd) (1914–1989), macedón nemzetiségű, de albán nyelven alkotó író.[26]